# Disulfur de seleni
El disulfur de seleni és un medicament usat per tractar la pitiriasi versicolor, dermatitis seborreica, associada amb el fong Malassezia. i la caspa. S'aplica a la zona afectada com una loció o un xampú. La caspa freqüentment torna si s'atura el tractament.

Estructura de 1,2,3-Se₃S₅

Els efectes secundaris inclouen la pèrdua de cabell, la irritació de la pell, feblesa i sentir-se cansat. No es recomana l'ús en nens menors de 2-5 anys
El disulfur de seleni està aprovat per ús mèdic als Estats Units des de 1951.